# Восточный Иерусалим

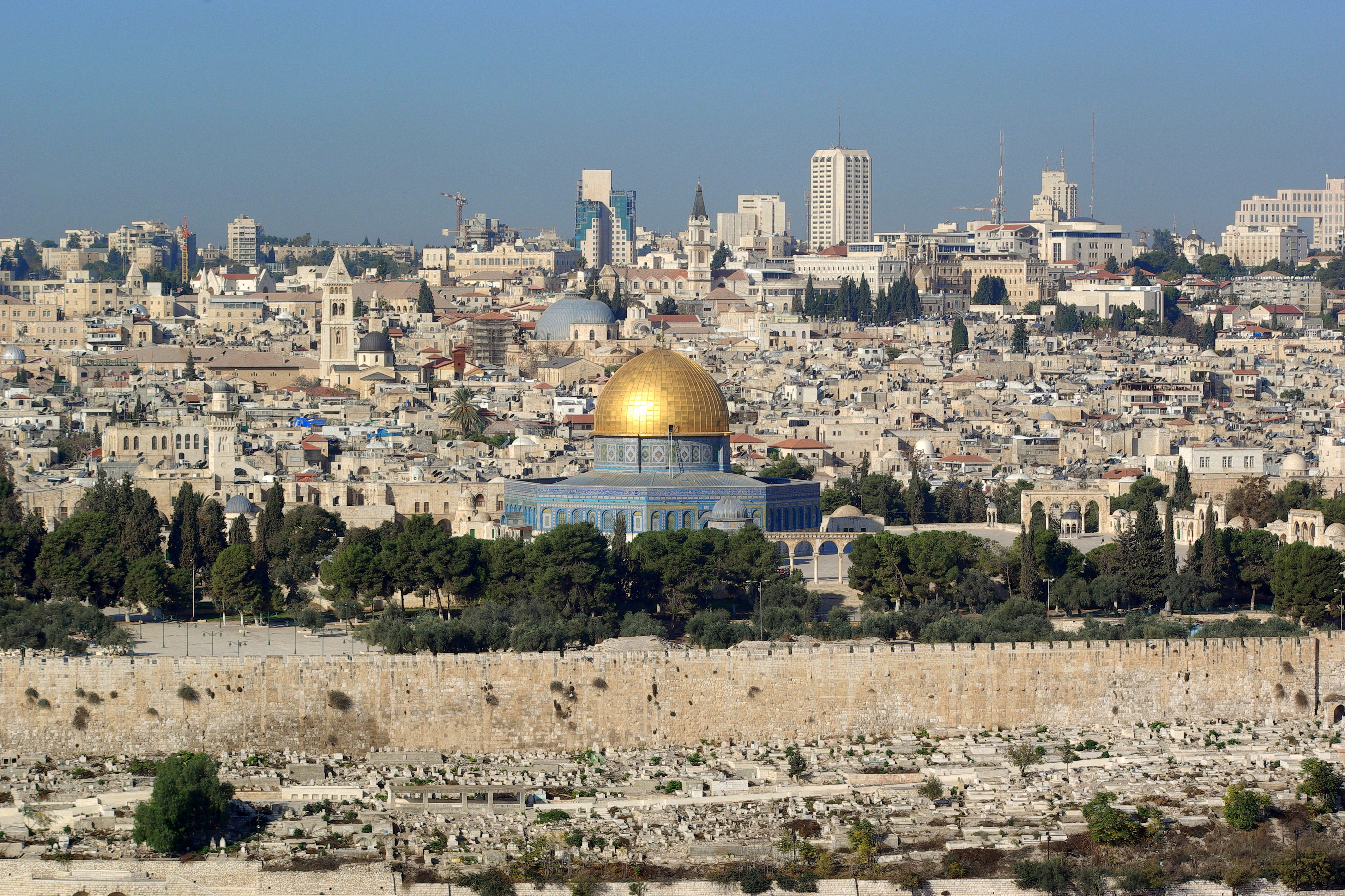
Храмовая гора, Купол Скалы, вдали видны сиреневые купола Храма Гроба Господня (вид на запад)

Восто́чный Иерусали́м (араб. القدس الشرقية‎ — аль-Кудс аш-Шаркия, ивр. מזרח ירושלים‎) — часть Иерусалима, в 1948 году захваченная Трансиорданией в ходе Арабо-израильской войны и не вошедшая в подконтрольную Израилю часть Иерусалима (что привело к его разделению на Западный и Восточный), а затем, в 1967 году, захваченная Израилем в ходе Шестидневной войны. В результате этих захватов Восточный Иерусалим был в одностороннем порядке аннексирован сначала Трансиорданией (1948—1967), а с 1967 года (де-юре с 1980 года) и по настоящее время — Израилем. Израиль предоставляет жителям Восточного Иерусалима право на получение гражданства, но большинство из них до настоящего времени остаются в статусе резидентов. Как трансиорданская, так и израильская аннексии не были признаны большинством стран мира.
В Восточном Иерусалиме, в частности, расположены Старый город и Елеонская гора и находящиеся там святые места иудаизма, христианства и ислама, такие как Храмовая гора, Стена плача, Храм Гроба Господня, мечеть Аль-Акса и Купол Скалы (Старый город); Гефсиманский сад и Часовня Вознесения (Елеонская гора).
Несмотря на своё название, Восточный Иерусалим включает кварталы к северу, востоку и югу от Старого города, а в более широком определении термина — даже и находящиеся на северной, восточной и южной сторонах Западного Иерусалима. Иногда под этим термином понимается территория (занимающая около 70 км²), которая была включена в муниципалитет Иерусалима после 1967 года — в то время как в других случаях имеется в виду меньший сектор (площадью 6,4 км²), охватывающий ту часть муниципалитета Иерусалима, которая контролировалась Иорданией до 1967 года. Израильское и палестинское определения Восточного Иерусалима также разнятся: официальная палестинская позиция базируется на ситуации после соглашения о прекращении огня, существовавшей в 1949—1967 годах, в то время как израильская позиция основывается главным образом на нынешних муниципальных границах Иерусалима, порождённых серией административных укрупнений, предпринятых израильской муниципальной администрацией начиная с 1967 года.

Карта Восточного Иерусалима в 2007 году. Арабские зоны окрашены в зелёный цвет, еврейские — в синий

В настоящее время статус Восточного Иерусалима в международном праве остаётся неопределённым. На него претендуют Израиль, принявший в 1980 году Закон об Иерусалиме — его «единой и неделимой столице», и Палестинская национальная администрация. Международное сообщество не признаёт суверенитета над ним ни Израиля, ни Палестины. Фактически Восточный Иерусалим является частью израильской столицы, а не самостоятельным муниципальным образованием. Будущий статус Восточного Иерусалима является одной из главных тем арабо-израильского конфликта в связи с высшей степенью святости города и расположенных в нём святынь (главным образом, Храмовой горы) как для евреев, так и для мусульман.

## «Восточный Иерусалим» как политический термин
Арабы в официальных англоязычных документах используют термин Арабский Иерусалим, тем самым подчёркивая наличие арабо-говорящего палестинского населения и отделяя его от иврито-говорящих районов города. Израильтяне называют часть города, населённую арабами, Восточным Иерусалимом в связи с её местоположением в восточной части единого, более крупного, городского образования «Иерусалим».
Сам термин неоднозначен, и может использоваться применительно к любому из двух объектов:
- С 1948 по 1967 годы он применялся к части города площадью 6,4 км², находившейся под иорданским контролем и состоявшей, в основном, из преимущественно арабского делового района, Старого города и окружающих его кварталов; противопоставлялся Западному Иерусалиму, означавшему израильскую часть города.
- Он может применяться к территории, которую Израиль включил в муниципалитет Иерусалима после захвата её у Иордании в 1967 году. Эта территория включает в себя районы к северу, востоку и югу от первоначального Восточного Иерусалима, а также ещё примерно 64 км² Западного берега реки Иордан — в том числе, территорию, ранее контролировавшуюся Иорданией, на которой прежде находились 28 деревень и районов муниципалитетов Вифлеема и Бейт-Джала[15][16].

## История

### Иорданская юрисдикция
29 ноября 1947 года Генеральная Ассамблея Организации Объединённых Наций приняла резолюцию № 181/ІІ от 29 ноября 1947 года, которой одобрила план раздела Палестины. Согласно резолюции британцы покидали подмандатную территорию до 1 августа 1948 года, где создавались два новых государства — еврейское и арабское. Иерусалим объявлялся международным городом и выделялся в самостоятельную административную единицу. Он не был включён в состав ни предполагаемого еврейского, ни предполагаемого арабского государств. Осуществить эту резолюцию не удалось. Представители Еврейского агентства согласились с планом раздела, однако арабские руководители, в том числе Лига арабских государств и палестинский Высший арабский совет, категорически отвергли план ООН по разделу Палестины и заявили, что приложат все усилия, чтобы помешать его реализации. Так, Джамаль аль Хуссейни, исполнявший обязанности председателя Высшего арабского совета, 24 ноября 1947 года прямо заявил:

«Палестина будет охвачена огнём и кровью, если евреи получат хоть какую-нибудь её часть».

На протяжении Арабо-израильской войны 1947—1949 годов Иерусалим оспаривался Иорданией и Израилем. В мае 1948 года Армия Священной войны захватила контроль над дорогой, ведущей в Иерусалим, изолировав город от других еврейских поселений.
Западная часть города подвергалась постоянным атакам. Арабы совершали атаки с прибрежных равнин на конвои грузовиков с продуктами и водой пытавшихся прорвать блокаду города. Старый город, включая и еврейский квартал, был отрезан от новых районов.
Евреи покинули северные предместья города — Атарот и Неве-Яаков, а арабские жители оставили свои дома в Западном Иерусалиме.
15 мая 1948 года Иерусалим был атакован ударными частями трансиорданского, обученного британцами, Арабского легиона. Обстреливая город с восточных холмов, они за четыре дня проникли в Старый город и готовились атаковать северные предместья Нового города. Через несколько дней египетские войска, под прикрытием трансиорданской артиллерии, атаковали кибуц Рамат Рахель на южной оконечности города.
Старый город, включая и еврейский квартал, был отрезан от новых районов. Отряд Хаганы, защищавший еврейский квартал, не мог справиться с превосходящими силами противника. К 28 мая только 43 человека среди защитников квартала оставались в строю. После переговоров с командиром частей Арабского легиона, Абдаллой Эль-Таль, еврейский квартал сдался. Большинство из 1700 жителей квартала, остававшихся в нём к началу боевых действий, были эвакуированы в западный сектор Иерусалима. Защитники квартала и боеспособные мужчины, всего около 350 человек, были взяты в плен и освобождены спустя 9 месяцев. Павшие во время сражения были захоронены во дворе одного из домов и перезахоронены только после установления Израилем контроля над Старым городом Иерусалима в 1967 году.

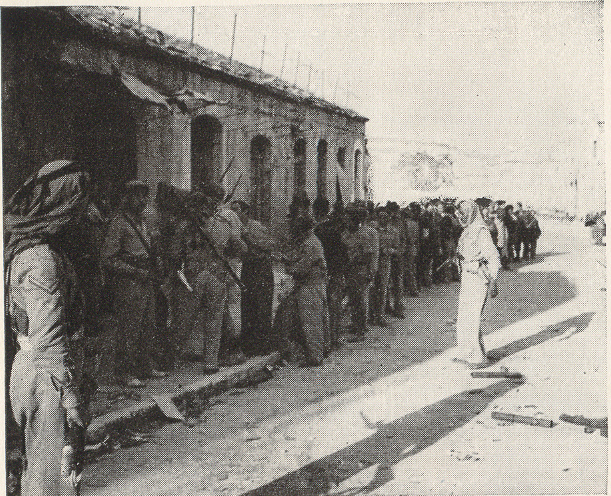
Защитники Старого города под конвоем трансиорданских солдат

Лишь проведя ряд военных операций, вооружённые силы еврейского ишува Эрец-Исраэль смогли удержать в своих руках районы в западной части города.
11 июня 1948 года было объявлено перемирие. Восточный Иерусалим был под контролем арабов. Гора Скопус осталась анклавом под контролем Израиля.
Новая вспышка боёв произошла 7 июля 1948 года. В этом бою израильтяне отвоевали гору Сион и деревню Эйн Карем.
Ещё несколько месяцев артиллерия Арабского легиона продолжала обстреливать еврейский город. Было разрушено около двух тысяч домов, погибли сотни людей. Однако Западный Иерусалим ему захватить не удалось.
К концу 1948 года, когда боевые действия в районе утихли, город состоял из двух частей. Западный Иерусалим находился под контролем евреев, а Восточный, включая и Старый город — под контролем Трансиордании. Два эти государства тайно договорились о разделе города на западный сектор, населённый преимущественно евреями, и восточный, населённый в основном палестинцами — мусульманами и христианами. Единственным восточным районом города, остававшимся в руках Израиля в течение следующих 19 лет иорданского правления, был гора Скопус, на которой расположен Еврейский университет, на протяжении этого периода являвшийся еврейским анклавом. Этот порядок вещей был формализован подписанием Родосского соглашения в марте 1949 года.
Перемирие с Трансиорданией было подписано 3 апреля 1949 года. Оно предусматривало создание объединённой комиссии для выработки условий возобновления работы Еврейского университета и больницы Хадасса на горе Скопус, предоставление евреям свободного доступа к святым местам в Старом городе и к большому еврейскому кладбищу на Масличной горе. Однако Трансиордания не выполнила этих пунктов договора, учебная и медицинская работа на г. Скопус не была продолжена, и евреи не могли пройти сквозь баррикады и проволочные заграждения, разделявшие город.
5 декабря 1949 года Давид Бен-Гурион представил заявление своей партии, гласившее, что «Еврейский Иерусалим является органической, неотделимой частью государства Израиль»; Израиль объявил Иерусалим своей столицей. (В 1948—1967 годах этот статус распространялся только на западную часть города.) Через неделю после этого, 13 декабря 1948 года, парламент Трансиордании принял закон об аннексии оккупированной ею территории Палестины, включающей в том числе и восточный Иерусалим. Эти решения были подтверждены, соответственно, кнессетом — в январе 1950 года, и парламентом Иордании — в апреле 1950 года. Аннексия Западного берега Трансиорданией была признана только Соединённым Королевством (при этом, аннексии двух частей Иерусалима Израилем и Трансиорданией получили лишь признание de facto).
В апреле 1950 года Трансиордания объявила Иерусалим своей второй столицей.
Захватив Еврейский квартал, иорданцы немедленно изгнали всё его еврейское население; та же участь постигла еврейское население квартала Сильван. Дома квартала были разграблены, синагоги осквернены. Позднее в Старом городе Арабским легионом были взорваны или разрушены 58 синагог, включая крупнейшую — «Тиферет Исраэль» — и синагогу «Хурва». Древнее еврейское кладбище на Масличной горе было осквернено, а могильные плиты с него использованы для строительства и прокладки дорог. Иорданцы также разрушили еврейские деревни Атарот и Неве Яаков непосредственно к северу от Иерусалима (после 1967 года их прежние местоположения стали кварталами Иерусалима).
В свою очередь, арабы, жившие в таких кварталах Западного Иерусалима, как Катамон или Малха, либо бежали, либо в некоторых случаях были выселены их своих домов. Восточный Иерусалим принял часть беженцев из арабских районов Западного Иерусалима; тысячи таких беженцев были размещены в районах Восточного Иерусалима, бывших ранее еврейскими.
На протяжении периода иорданского правления Восточный Иерусалим утратил большую часть своего значения, так как он больше не являлся столицей, а потеря сообщения с побережьем уменьшила его роль, как коммерческого узла. Он даже столкнулся со снижением численности населения, в связи с переездом торговцев и чиновников в Амман. С другой стороны, он сохранил своё религиозное значение, равно как и свою роль регионального центра. В 1960 году, — в подтверждение заявления 1953 года, — Иордания объявила Иерусалим своей второй столицей. США (и другие страны) опротестовали это намерение и заявили, что не могут «признать или каким бы то ни было образом ассоциироваться с действиями, привносящими в Иерусалим атрибуты места нахождения правительства…».
На протяжении 1960-х годов Иерусалим переживал экономический подъём, его туристическая индустрия значительно развилась, а святые места привлекали растущее число паломников; однако израильтянам всех вероисповеданий доступ в Восточный Иерусалим был запрещён.
В 1966 году иорданским правительством был согласован Городской план Кендалла, имевший целью связать Восточный Иерусалим с окружающими городами и деревнями, дабы интегрировать их в метрополитенский район. Этот план не был реализован, поскольку в следующем году Восточный Иерусалим перешёл под контроль Израиля.

### Израильская юрисдикция
В 1967 году в ходе Шестидневной войны Израиль захватил Западный берег, включая Восточный Иерусалим. Вскоре после завоевания, 27—28 июня 1967 года, Восточный Иерусалим был аннексирован и присоединён к Западному Иерусалиму посредством расширения его муниципальных пределов. Восточный Иерусалим — с расширенными границами, наряду с несколькими соседствующими деревнями Западного берега — был инкорпорирован в единую административную и муниципальную единицу, Иерусалим. На него было распространено законодательство, юрисдикция и административное управление государства Израиль. Этот шаг, коснувшийся 111 км² территории Западного берега, оставил вне городских границ многие из пригородов Восточного Иерусалима и разделил несколько деревень. В единогласно принятой резолюции своей Генеральной Ассамблеи ООН объявила эти меры несостоятельными. В ответ на резолюцию Израиль отказался признать, что принятые им меры являются аннексией, и заявил, что его намерением было лишь предоставить услуги населению города и защитить Святые места. В ноябре 1967 года была принята резолюция Совета Безопасности ООН 242, призывающая Израиль уйти «с территорий, оккупированных в ходе текущего конфликта» в обмен на мирные соглашения.
После 1967 года на территории Восточного Иерусалима было построено множество еврейских районов, а также промышленные зоны и военные базы.
В 1980 году Кнессет принял Закон об Иерусалиме, декларировавший, что весь «Иерусалим, единый и неделимый, является столицей Израиля», и тем самым формализовал одностороннюю аннексию восточного сектора, объединив его в административном отношении с Западным. При этом был официально отвергнут тезис о том, что инкорпорирование Восточного Иерусалима представляет собой его аннексию. Совет безопасности ООН своей резолюцией № 478 незамедлительно отверг декларацию об объединении, как «нарушение международного права», и признал её «не имеющей законной силы» (все члены совета, кроме США проголосовали против признания; США при голосовании воздержались).
В 1988 году Иордания отказалась от своих территориальных претензий на Западный берег, включая Восточный Иерусалим — одновременно отвергнув суверенитет Израиля над Восточным Иерусалимом. Согласно Арабской мирной инициативе, Восточный Иерусалим рассматривается в качестве столицы независимого и суверенного палестинского государства. В Палестинской декларации о независимости Организации освобождения Палестины (ООП) 1988 года заявлено, что Иерусалим является столицей государства Палестина. В 2000 году Палестинская национальная администрация приняла закон, провозглашающий Иерусалим столицей, а в 2002 году этот закон был ратифицирован тогдашним президентом Ясиром Арафатом — хотя Израиль не допускает в Восточный Иерусалим палестинские государственные учреждения.
При израильском управлении приверженцам всех религиозных конфессий в большой степени гарантирован доступ к их святым местам, при том, что контроль над Храмовой горой и находящимися там мусульманскими святыми местами осуществляет мусульманский Вакуф. Старый Марокканский квартал напротив Западной Стены был снесён бульдозерами через три дня после его захвата, что привело к гибели нескольких жителей в процессе насильственного переселения 135 проживавших в нём семей. На его месте была разбита большая открытая площадь. Из Еврейского квартала, разрушенного в 1948 году, жители были перемещены, после чего он был восстановлен и вновь заселён евреями.

### После 2000 года

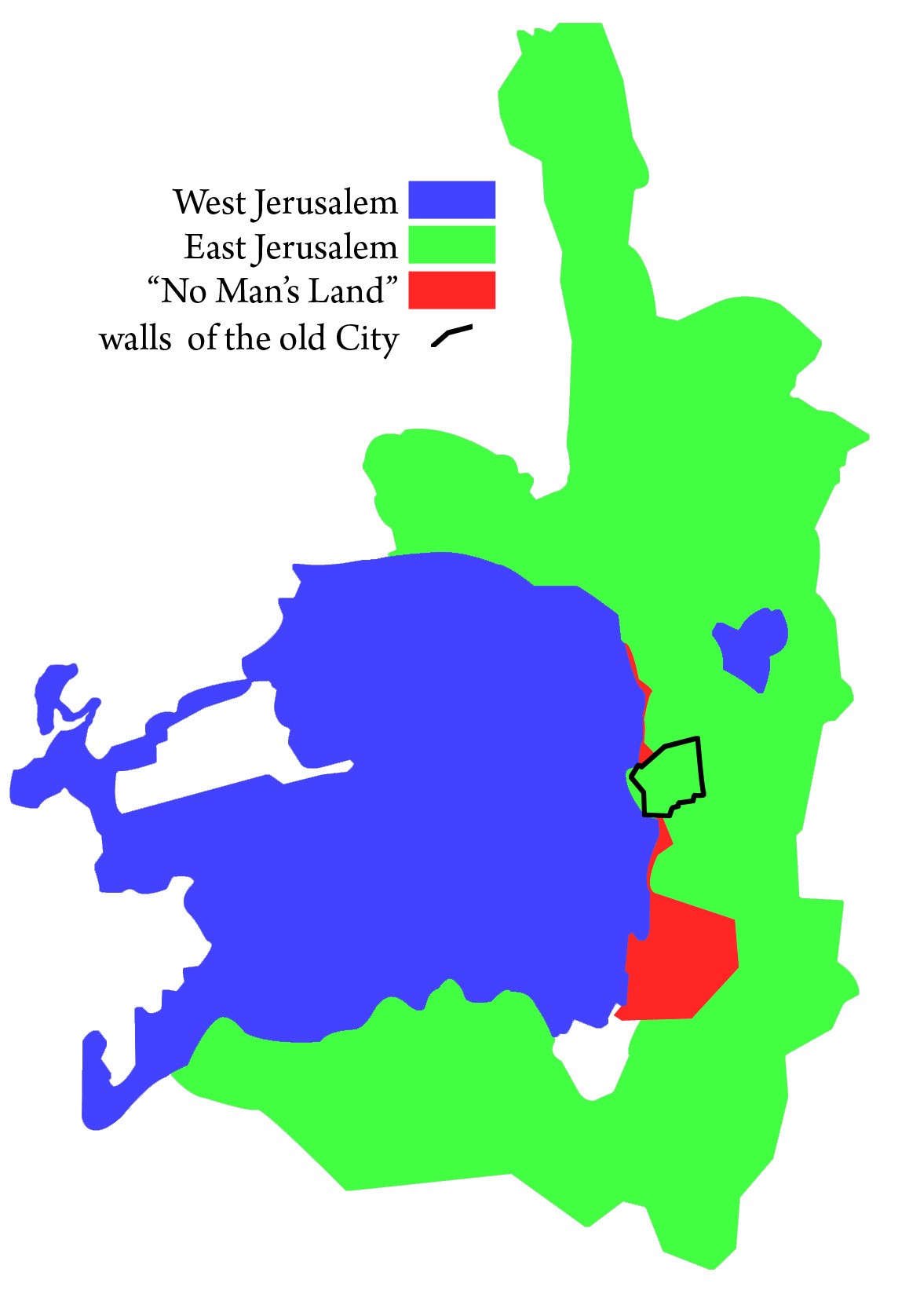
Муниципальная территория Иерусалима, находящаяся под управлением Израиля, в 2000 году

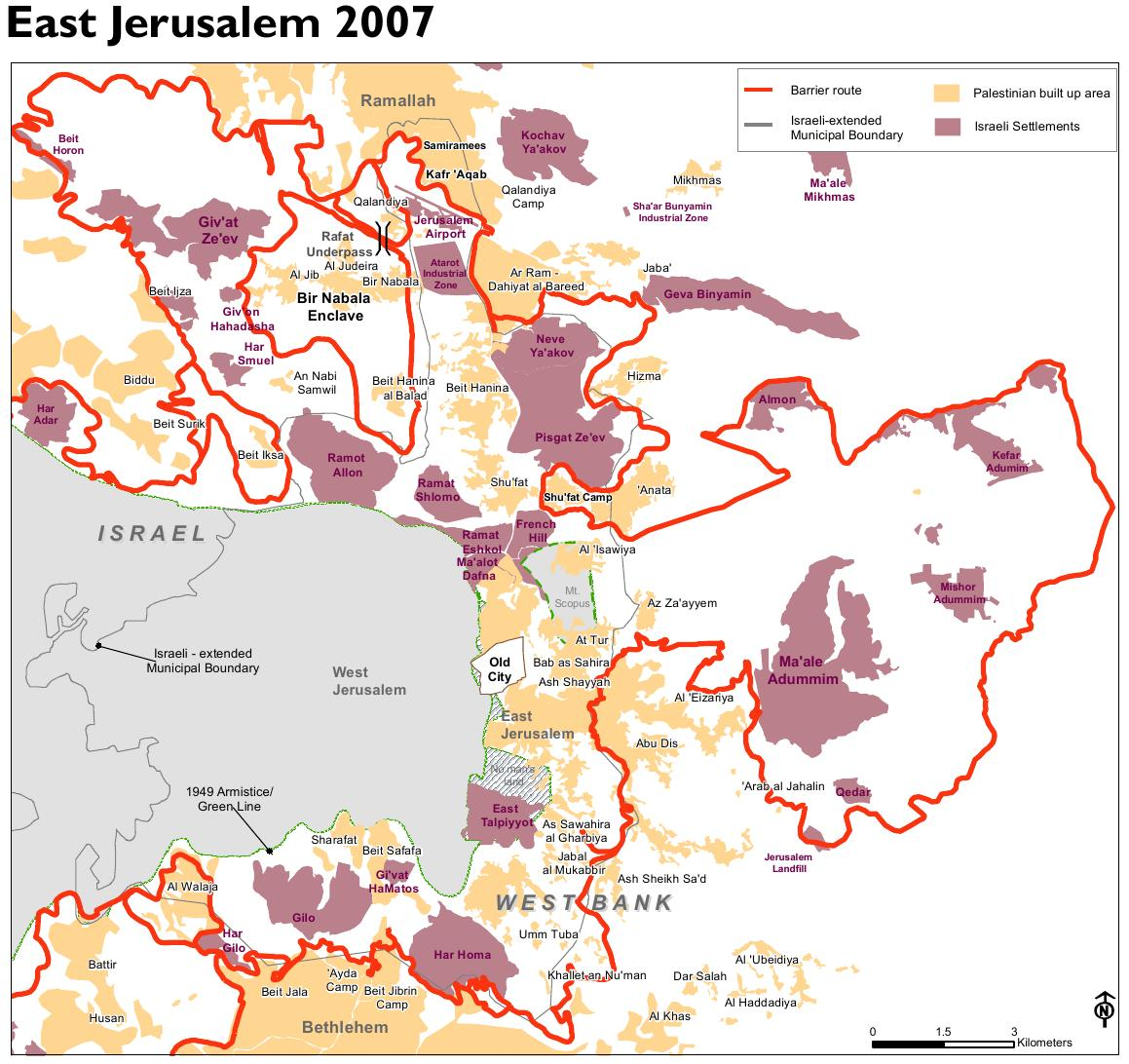
Израильский разделительный барьер в Иерусалиме

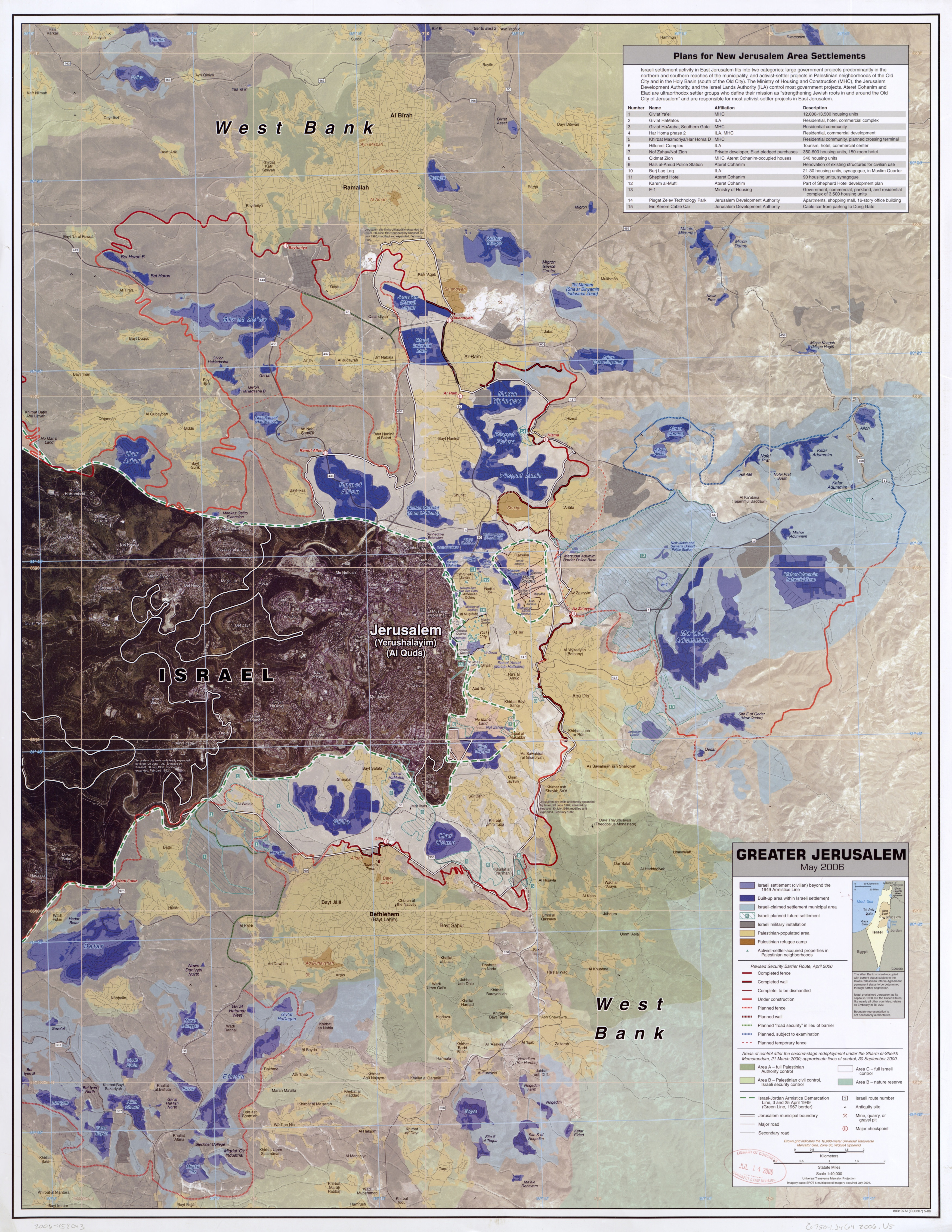
Большой Иерусалим, май 2006 года. Карта дистанционного зондирования ЦРУ, показывающая зоны, которые оно считает поселениями, а также лагеря беженцев, заборы, стены и т. п.

Во время второй интифады Израиль принял решение окружить восточный периметр Иерусалима барьером безопасности, с заявленной целью предотвращения проникновения на свою территорию. Это сооружение отделило кварталы Восточного Иерусалима от пригородов Западного Иерусалима (как те, так и другие находятся в юрисдикции Израиля и Армии обороны Израиля. Планировавшийся маршрут прокладки разделительного барьера подвергся серьёзной критике, и Верховный суд Израиля постановил, что некоторые его части (включая расположенные в Восточном Иерусалиме) должны быть перепланированы.
Соглашения в Осло запрещают организацию какой бы то ни было деятельности Палестинской национальной администрации в Иерусалиме. Под тем предлогом, что они якобы являются частью ПНА, Израиль начиная с 2001 года закрыл многие палестинские неправительственные организации.
Территория Восточного Иерусалима включена в Иерусалимский избирательный округ по выборам в Палестинский Законодательный Совет — парламент Палестинской автономии. Во время выборов в Палестинский законодательный совет 25 января 2006 года 6300 арабов Восточного Иерусалима были зарегистрированы и им было позволено участвовать в местных выборах. Все остальные жители должны были отправиться на избирательные участки Западного Берега. ХАМАС выиграл четыре места, а ФАТХ два, несмотря на то, что Израиль запретил ХАМАСу проводить в городе избирательную кампанию. На предыдущих выборах 1996 года участвовать в местном голосовании было разрешено менее чем 6000 жителей.
В марте 2009 года был опубликован конфиденциальный «Отчёт глав миссии ЕС по Восточному Иерусалиму», в котором израильское правительство обвинялось в «активном осуществлении незаконной аннексии» Восточного Иерусалима. В отчёте утверждалось: «Израильская 'реальная действительность' — включая новые поселения, сооружение барьера, дискриминационная политика в области жилья, снос домов, ограничивающий разрешительный режим и продолжающееся закрытие палестинских институтов — усиливает еврейское израильское присутствие в Восточном Иерусалиме, ослабляет палестинское сообщество в городе, осложняет палестинское городское развитие и отделяет Восточный Иерусалим от остальной части Западного берега.».
Однако, опрос, проведённый в ноябре 2010 года Палестинским центром общественного мнения и американским «Pechter Middle East Polls Institute» (Ближневосточный центр Пехтер для Совета по международным отношениям) в 19 арабских кварталах Восточного Иерусалима, выявил, что:
- 54 % жителей этих кварталов предпочитают оставаться под властью Израиля
- 39 % арабов, живущих в Восточном Иерусалиме, предпочли бы израильское гражданство — против 31 %, выбравших гражданство Палестины
- В случае передачи ПНА этой части города, «40 % опрошенных попытаются перебраться в районы, остающиеся под контролем Израиля, и только 37 % согласны принять власть ПНА»[57][58].

Более того, население Восточного Иерусалима всё больше интегрируется в израильское общество. Тенденции, характерные для жителей Восточного Иерусалима, демонстрируют: растущее количество обращений за израильским удостоверением личности; большее количество учащихся старших классов, сдающих вступительные экзамены в израильские ВУЗы; большее число поступающих в израильские академические учреждения; снижение рождаемости; больше запросов разрешений на строительство; растущее число молодёжи из Восточного Иерусалима, изъявляющей желание работать на государственной службе; более высокий уровень удовлетворённости согласно проводимым среди жителей опросам; растущий объём израильской медицинской помощи.

## Статус

### Государственная принадлежность
В 1948 году первый президент Израиля Вейцман заявлял лишь о суверенитете Израиля над Западным Иерусалимом, не включая Старый город. До войны 1967 года Израиль признавал правление Иордании в Восточном Иерусалиме, включая Старый город. Однако после победы Израиль расширил свои притязания.
ООП претендует на палестинский суверенитет над Восточным Иерусалимом, однако демонстрирует готовность к переговорам относительно совместного с Израилем суверенитета над Старым городом — включая суверенитет Израиля над Западной Стеной.
Международное сообщество считает Восточный Иерусалим частью палестинских территорий, de facto аннексированной Израилем. В резолюции Генеральной Ассамблеи ООН 67/19 от 29 ноября 2012 года однозначно говорится об «аннексии Восточного Иерусалима». Относительно того, аннексирован ли он в 1967 или 1980 годах также и de jure, или нет, мнения расходятся. Некоторые утверждают, что распространение израильских законов на Восточный Иерусалим предполагает аннексию de jure. Однако Израиль никогда формально не аннексировал Восточный Иерусалим, и даже не заявлял о суверенитете над ним. Хотя Верховный суд Израиля признал, что Восточный Иерусалим стал интегральной составляющей государства Израиль, в 1969 он отверг утверждение, что распространение Израилем своего законодательства и административного управления на Восточный Иерусалим эквивалентно аннексии. Согласно мнению юристов, аннексия региона автоматически превратила бы его жителей в граждан Израиля. Этого, однако, не произошло. Они стали постоянными жителями; однако, многим беженцам, покинувшим эту территорию во время войны, Израиль не позволил вернуться в свои дома. Некоторые юристы утверждают, что суверенитет Израиля над Восточным Иерусалимом соответствует международному праву, поскольку Иордания не обладала законным суверенитетом над этой территорией, а посему во время Шестидневной войны Израиль имел право на действия в порядке самозащиты для «заполнения вакуума». Однако это — позиция меньшинства, а международное право считает весь Западный берег (включая Восточный Иерусалим) оккупированной территорией и призывает предоставить самоопределение палестинцам на оккупированных территориях (включая Восточный Иерусалим).

### Переговоры о«совместности»или«разделении»

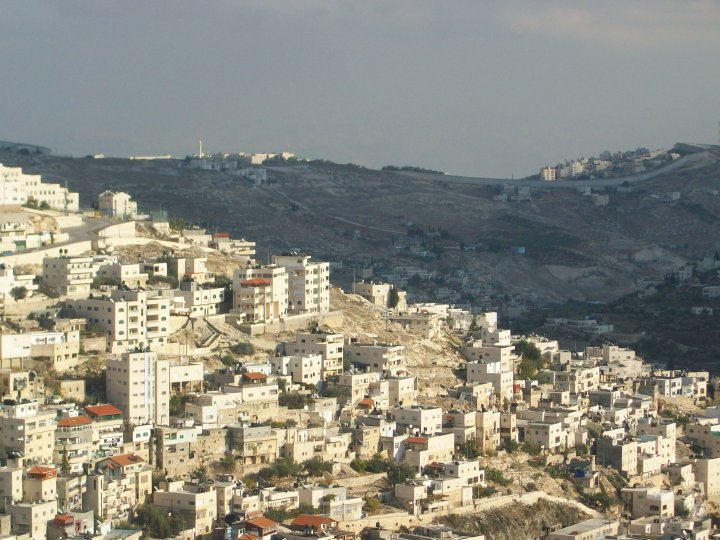
Восточный Иерусалим с Израильским разделительным барьером на заднем плане

Израильско-палестинская декларация о принципах (соглашения в Осло), подписанная 13 сентября 1993 года, отложила урегулирование постоянного статуса Иерусалима до финальной фазы переговоров между Израилем и палестинцами. Планом «Дорожная карта» 2003 года переговоры по статусу Иерусалима также отсрочены. Кроме того, во время последних серьёзных переговоров с правительством Ольмерта в 2008 году, Израиль отказался обсуждать вопрос Иерусалима. Начиная с 2009 года, когда к власти пришёл Нетаньяху, существенный мирный процесс вообще не имел места. Израильские лидеры традиционно отказываются от переговоров по статусу Восточного Иерусалима, настаивая на формуле «Иерусалим — вечная, единая и неделимая столица Израиля» — видение, выражением которого является Закон об Иерусалиме. Соглашение Бейлина-Эйтана 1997 года между блоком Ликуд и лейбористами постулирует, что весь Иерусалим должен остаться под суверенитетом Израиля, а «палестинское образование» никогда не будет иметь своего «правительственного центра» в пределах Иерусалима.
Политика Израиля часто интерпретируется, как имеющая своей целью препятствование переговорам посредством создания «реальной действительности». Бесчисленные резолюции ООН осуждают «оккупацию»; действия, которые изменяют статус Иерусалима, объявлены не имеющими законной силы. В качестве примеров таких действий приводятся распространение израильского законодательства на Восточный Иерусалим, его интеграция в муниципалитет Иерусалима, барьер в Иерусалиме и поселенческая политика, отрезающая Восточный Иерусалим от остальной части Западного берега.
Единственным в истории израильско-палестинское соглашением, обусловливающим суверенитет над Иерусалимом в равных долях, было неофициальное соглашение Бейлина — Абу-Мазена 1995 года, которое так и не воплотилось в реальность. По этому договору палестинцы получили бы суверенитет над Восточным Иерусалимом — однако, при условии легализации крупных израильских поселений в Иерусалиме и вокруг него, а также гарантированного израильского большинства в две трети. Израильские мирные предложения на саммите в Кэмп-Дэвиде 2000 года также предусматривали включение окружающих израильских поселений (но не палестинских деревень). Старый город не должен был стать частью столицы Палестины. Для разрешения противоречия «столица Палестины» в «вечной, единой и неделимой столице Израиля», израильские предложения предусматривали столицу Палестины в Абу-Дисе, являющемся частью Восточного Иерусалима. Внутри нынешних муниципальных границ палестинского суверенитета не предполагалось, а вместо этого предусматривалась некая автономия: Израиль сохранил бы за собой первичный суверенитет, в то время как палестинцы получили бы самоуправление в арабских районах.
Действительно, в 1996 году палестинцы приступили к строительству правительственных офисов и даже парламента в Абу-Дисе. Однако затем Израиль отрезал его от Иерусалима, построив разделительную стену.
Как показали «Палестинские бумаги», предложение Эхуда Ольмерта 2008 года было схоже с таковым Эхуда Барака (2000 год), хотя Израиль предложил увеличенные компенсации на других территориях. При почти таком же положении на карте, как в 2000 году, существенно уменьшенная палестинская зона была вписана в окружающие поселения, подконтрольные Израилю. Палестинцы обладали бы суверенитетом над арабскими кварталами, в то время как вопрос суверенитета над Харам аль-Шариф был бы отложен на будущее. Палестинская национальная администрация отказалась от почти всего Восточного Иерусалима (в обмен на землю в других местах), но не Маале-Адумим. Израильтян это не устроило; они претендовали, в том числе, на Ма’але Адумим, Хар Хома и крупный блок Ариэль, а также контроль над палестинскими водными ресурсами, воздушным пространством и долиной Иордана, включая соединяющие трассы.

## Демография
После войны 1967 года Израиль провёл в Восточном Иерусалиме перепись, во время которой израильские власти зарегистрировали 66 000 палестинских жителей (44 000 проживающих на территории, известной под названием «Восточный Иерусалим» до войны 1967 года, и 22 000 — в зоне Западного берега, присоединённой к Иерусалиму после войны). Тем иерусалимским арабам, которые находились в городе на момент переписи, был предоставлен статус постоянного жителя Израиля. Отсутствовавшие потеряли право проживания в Иерусалиме. В этот момент в Восточном Иерусалиме проживали лишь несколько сот евреев, поскольку большинство из них были изгнаны в 1948 году, во время иорданской оккупации.
Иерусалимским палестинцам разрешено обращаться за израильским гражданством, при условии их соответствия требованиям, предъявляемым при натурализации — таким, как принесение присяги на верность Израилю и отказ от всех остальных гражданств (что многие из них делать отказываются).
К июню 1993 года в Восточном Иерусалиме сформировалось еврейское большинство: среди официально зарегистрированного населения было 155 000 евреев по сравнению со 150 000 палестинцев.
В конце 2005 года 93 % арабского населения Восточного Иерусалима имели статус постоянных жителей, и 5 % — израильское гражданство.
Согласно переписи ПНА, проведённой Палестинским центральным бюро статистики в феврале 2008 года, население Восточного Иерусалима составляло 385 000 человек, в том числе 208 000 арабов. По данным Центрального статистического бюро Израиля на 1 июня 2008 года, 290 000 человек имели израильское удостоверение личности. В конце 2008 года население Восточного Иерусалима насчитывало 456 300 человек, что составляло 60 % всего населения Иерусалима. Из них, 195 500 (43 %) были евреями (что составляло 40 % еврейского населения Иерусалима в целом) и 260 800 (57 %) — арабами. Из числа арабов, 95 % являлись мусульманами — что составляло 98 % мусульманского населения Иерусалима — и оставшиеся 5 % были христианами. Основными арабскими районами Восточного Иерусалима в конце 2008 года являлись Шуафат (38 800), Бейт Ханина (27 900), Мусульманский квартал (26 300) и Ат-Тур (включая Аль Савана (24 400). В число главных еврейских районов Восточного Иерусалима входят Рамот (42 200), Писгат-Зеэв (42 100), Гило (26 900), Неве-Яаков (20 400), Рамат Шломо (15 100) и Восточный Талпиот (12 200). Арабское население Старого города составляло 36 681 человек, и еврейское — 3847.
Между 2008 и 2010 годам за израильским гражданством обратились примерно 4500 палестинцев, проживающих в Восточном Иерусалиме. Треть этих обращений были удовлетворены, в трети было отказано, и по трети решение было отложено. На конец 2010 года большинство жителей арабских кварталов Восточного Иерусалима имели вид на жительство в Израиле, но не имели гражданства. Еврейское население Восточного Иерусалима, согласно оценке ЦРУ на июль 2010 года, составляло 177 000 человек).
В качестве постоянных жителей, население Восточного Иерусалима, не имеющее израильского гражданства, имеет право голосовать на муниципальных выборах и принимать участие в управлении городом. Постоянные жители платят налоги, и, согласно постановлению Верховного суда Израиля 1988 года, населению Восточного Иерусалима гарантировано право на льготы социального обеспечения и государственную медицинскую помощь. До 1995 года те, кто проживал за границей в течение более семи лет или получал право постоянного жительства или гражданство в другой стране, признавались подлежащими лишению своего статуса постоянного жителя. В 1995 году Израиль приступил к отзыву статуса постоянного жителя у тех бывших арабских жителей Иерусалима, которые не могли подтвердить, что их «центр жизни» по-прежнему находится в Иерусалиме. Четырьмя годами позже эта политика была отменена. В марте 2000 года министр внутренних дел Натан Щаранский заявил, что политика «тихой депортации» будет прекращена, предшествующая политика — восстановлена, и коренные арабские жители Иерусалима получат возможность восстановить право постоянного жительства, если смогут доказать, что посещают Израиль как минимум один раз в каждые три года. С декабря 1995 года истёк срок действия статуса постоянного жителя более чем 3000 человек, в результате чего они остались и без гражданства, и без права постоянного жительства. Несмотря на изменения в политике при Щаранском, в 2006 году количество бывших арабских жителей Иерусалима, потерявших свой статус постоянных жителей, составило 1363 человек — шестикратный рост по сравнению с предшествующим годом.

### Строительство израильских поселений и вытеснение арабского населения

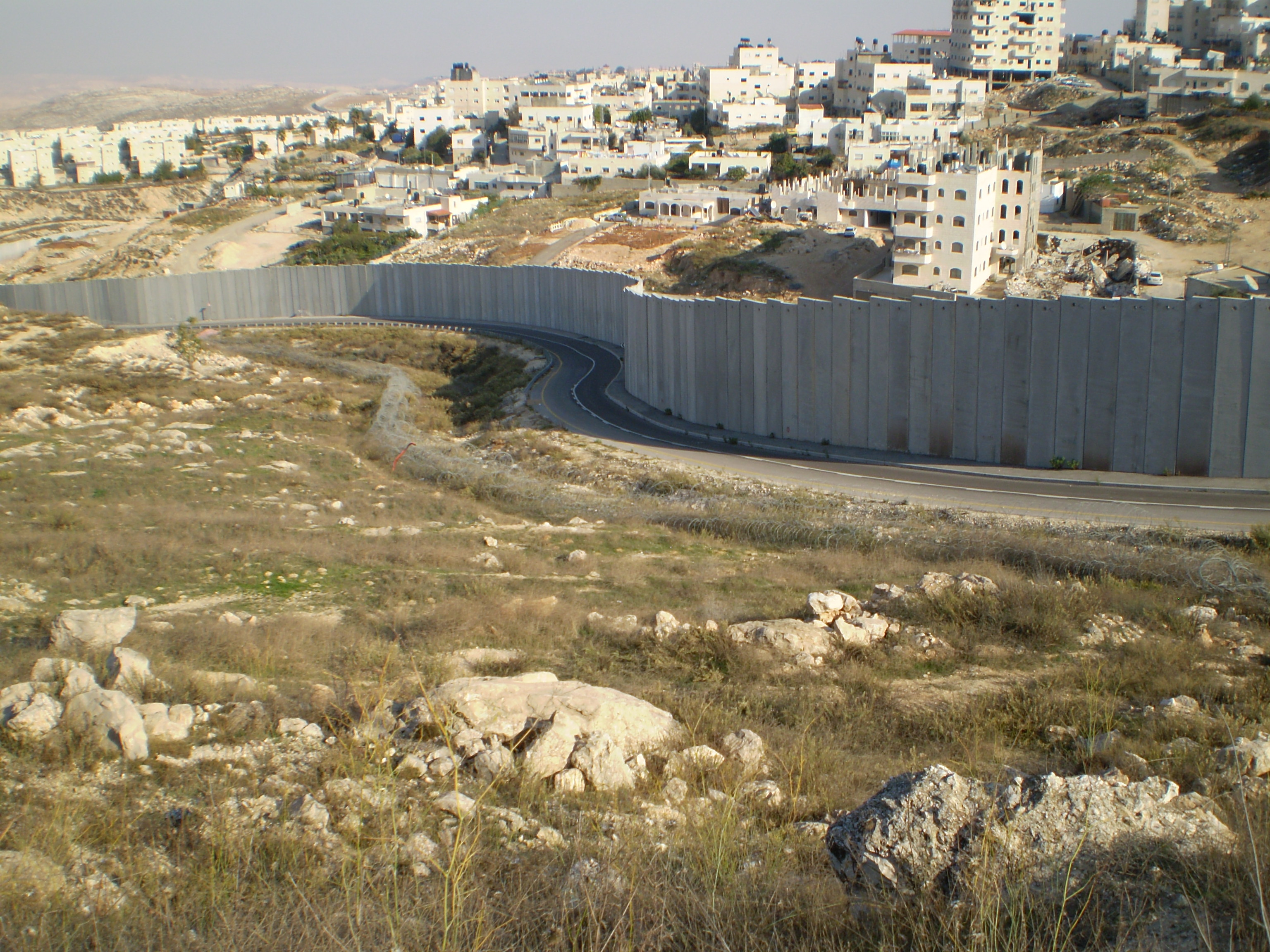
Разделительный барьер в Восточном Иерусалиме между израильским районом Писгат Зеев и палестинским лагерем беженцев Шуафат (справа), юридически являющимся частью Иерусалима, фактически — палестинской территорией (вид на восток)

С точки зрения международного права, Израиль, как оккупирующая держава, не имеет права перемещать своё гражданское население на оккупированную территорию. Тем не менее, с 1967 года Израиль начал в Восточном Иерусалиме строительство новых кварталов, в которые заселялись евреи — граждане Израиля.
Согласно израильской организации Бецелем:

Главной целью израильского правительства в Иерусалиме после 1967 года было создание географической и демографической ситуации, которая бы помешала любым будущим попыткам оспорить израильский суверенитет над городом. C целью достижения этого, правительство предпринимало действия по увеличению количества евреев и уменьшению количества палестинцев, живущих в городе.

По данным Бецелем, для достижения этой цели израильское правительство:
- Физически изолировало восточный Иерусалим от Западного Берега (в том числе с помощью разделительного барьера).
- Производило конфискацию земель, уничтожение домов и использовало дискриминационный подход при планировании и строительстве.
- Отнимало вид на жительство у тех арабских жителей города, которые отсутствовали в нём более 7 лет или которые не могли доказать, что Иерусалим является их основным местом жительства.
- Выделяло Восточному Иерусалиму меньшее финансирование, чем западной части города, что отрицательно сказывалось на инфраструктуре и коммунальных услугах в Восточном Иерусалиме[93].

При этом разрушение происходит только после решения израильского суда, согласно которому арабы захватывали земли, находящиеся во владении евреев. Незаконными постройками израильская юридическая система считает дома, построенные без израильского разрешения на строительство. Только за 11 месяцев 2009 года, израильтяне изгнали из их домов 600 жителей в Восточном Иерусалиме и на западном Берегу и разрушили их дома. По словам директора ближневосточного отделения правозащитной организации Human Rights Watch Сары Леи Витсон:

Израильское правительство лишает палестинцев права жить в своих собственных домах, в районах города, где многие из них жили в течение поколений. То, что жестокие уничтожения домов этих людей основаны на несправедливо применяемых законах о строительстве — это плохо закамуфлированный легальный предлог для того, чтобы заставить их уйти.

По данным Human Rights Watch, израильское правительство намеренно усложняет арабским жителям получение разрешения на строительство новых зданий, при этом когда дома строятся без разрешения, правительство уничтожает их, а их жители должны платить многотысячные штрафы. В частности был снесён дом одной из семей, которая, по её утверждению, потратила более 35 000 долларов, пытаясь в течение долгих лет получить разрешение на строительство дома. При этом добиться разрешения на строительства для евреев — граждан Израиля гораздо легче. В 2007 году было выдано разрешение на строительство в Восточном Иерусалиме 3000 единиц жилья для евреев и только 400 разрешений для арабов.

## Экономика
В мае 2013 года ЮНКТАД — Конференция по торговле и развитию ООН — опубликовала отчёт, детально описывающий подробное исследование экономики Восточного Иерусалима. Вывод из отчёта гласит, что израильская юрисдикция привела к сокращению экономики в два раза за последние 20 лет, по сравнению с Западным берегом и Сектором Газа — что названо в отчёте «удручающим свидетельством упадка экономики Восточного Иерусалима и его растущей изоляции под продолжающейся оккупацией», приведшей к экономической изоляции палестинского населения. Исследование выявило разрыв между количеством нееврейских и еврейских домохозяйств, живущих ниже порога бедности (77 % и 25 % соответственно), и разрыв между показателями детской бедности — 84 % у палестинских детей против 45 % у еврейских. Крупными проблемами были названы ограничения на перемещение товаров и людей, которые, согласно израильской информации, наложены по соображениям безопасности, и пренебрежительное отношение Израиля к «ужасным социально-экономическим условиям». Согласно ЮНКТАД, «израильское правительство могло бы пойти гораздо дальше для выполнения своих обязанностей, как оккупирующей державы, посредством принятия энергичных мер для улучшения экономических условий в Восточном Иерусалиме и повышения благосостояния его палестинских жителей». К 2015 году, согласно ACRI, ниже уровня бедности живут 75,4 % взрослых и 83,9 % детей; социальным обеспечением охвачено лишь 11,3 % населения Восточного Иерусалима. В свою очередь, палестинский губернатор Иерусалима сказал, что для улучшения состояния экономики требуется «некоторая разрядка политической ситуации».

## Образование
Согласно израильскому министерству образования, число учащихся старших классов из Восточного Иерусалима, сдававших вступительные экзамены в израильские ВУЗы, выросло с 5240 в 2008 году до 6022 в 2011 году. В Восточном Иерусалиме есть 10 школ, специализирующихся на подготовке учащихся из Восточного Иерусалима к израильским университетам и колледжам; одним из крупнейших является институт Анта Ма’ана («Ты с нами») на улице Аль-Захара.
В Восточном Иерусалиме наблюдается дефицит школ для палестинских детей. В 2012 году дефицит составлял, согласно отчётам, 1100 учебных мест — по причине, которую Хаарец описал, как «годы намеренного небрежения школами Восточного Иерусалима, обслуживающими арабское население по линии министерства образования и городской администрации». В арабском секторе обнаружен относительно высокая доля учащихся, бросающих школу — вплоть до 40 % среди 12-классников в 2011 году.

## Здравоохранение
До 1998 года жители Восточного Иерусалима находились в ущербном положении в смысле медицинского обслуживания и предоставляющих его организаций. К 2012 году почти в каждом квартале Восточного Иерусалима имелись медицинские клиники, оснащённые передовым медицинским оборудованием, специализированными реанимационными блоками и рентгеновскими диагностическими центрами, а также стоматологические клиники. Израильская система здравоохранения предоставляет всем гражданам Израиля и жителям Восточного Иерусалима право получения бесплатного медицинского обслуживания на средства израильского правительства. В некоторых случаях жители Восточного Иерусалима могут воспользоваться бесплатной доставкой в клиники, бесплатными абонементами в клубы здорового образа жизни или бесплатной стоматологической помощью — чтобы предотвратить их переход в конкурирующую медицинскую организацию.
Согласно Хаарец, качество медицинских центров в израильских городах и Восточном Иерусалиме почти идентично. Индекс качества здравоохранения в Восточном Иерусалиме вырос с 74 баллов в 2009 году до 87 баллов в 2012 году — что идентично оценке качества, полученной клиниками Западного Иерусалима

## Рост вовлечения жителей Восточного Иерусалима в террористическую деятельность
Согласно данным «Общей службы безопасности Израиля» (Шабак), с 2001 года и до конца 2007 года за участие в террористической деятельности были арестованы 270 жителей Восточного Иерусалима, а с начала 2008 года и до 22 сентября, уже 104.

## Мэры
- Анвар Хатиб (1948—1950)
- Ариф аль-Ариф (1950—1951)
- Hannah Atallah (1951—1952)
- Омар Ва’ари (1952—1955)
- Рухи аль-Хатиб (1957—1994; номинальный)
- Амин аль-Маджадж (1994—1999; номинальный)
- Заки аль-Гуль (1999-, номинальный)[103].